# Clapham Common (London Underground)

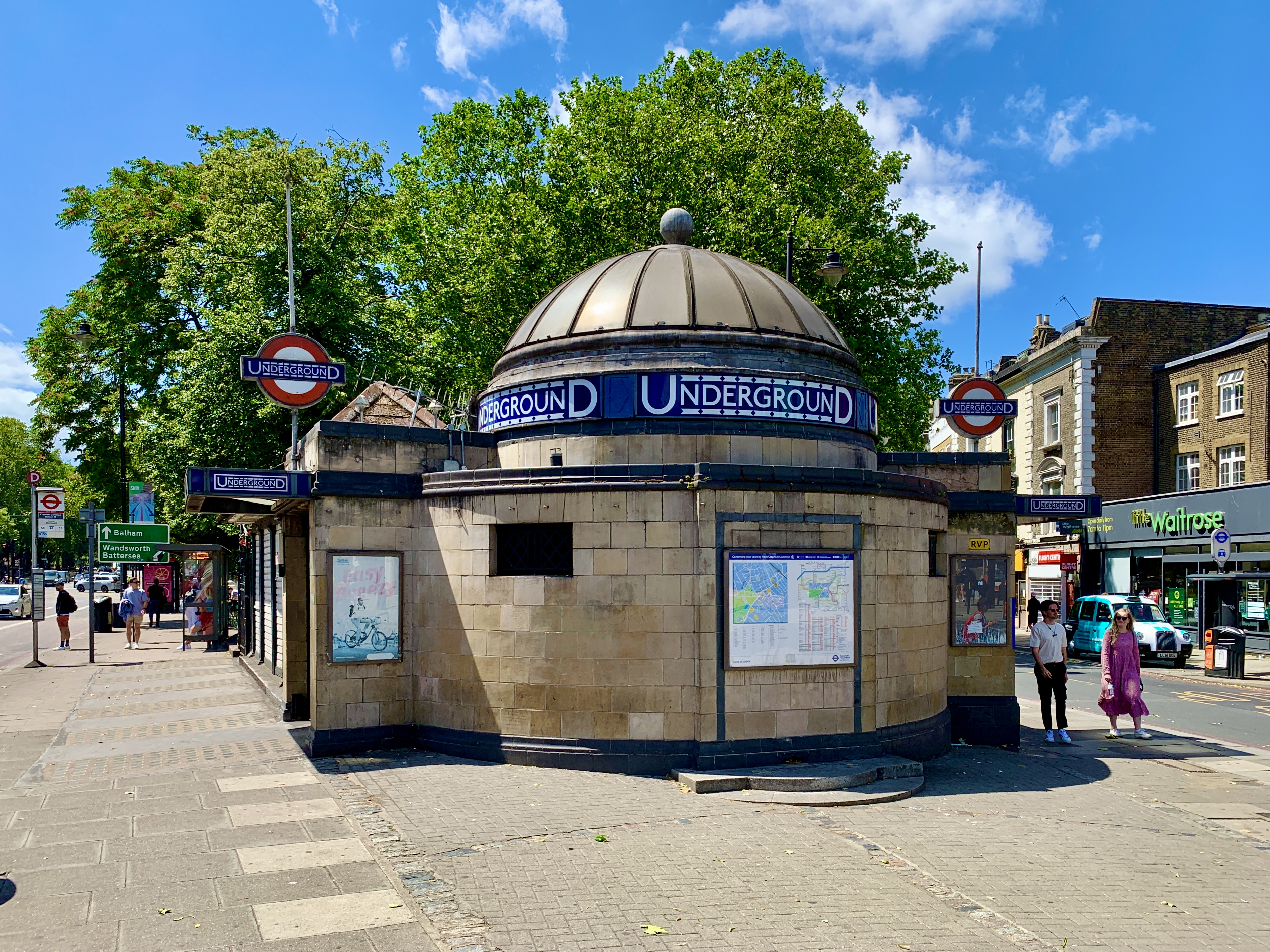
Stationsgebäude

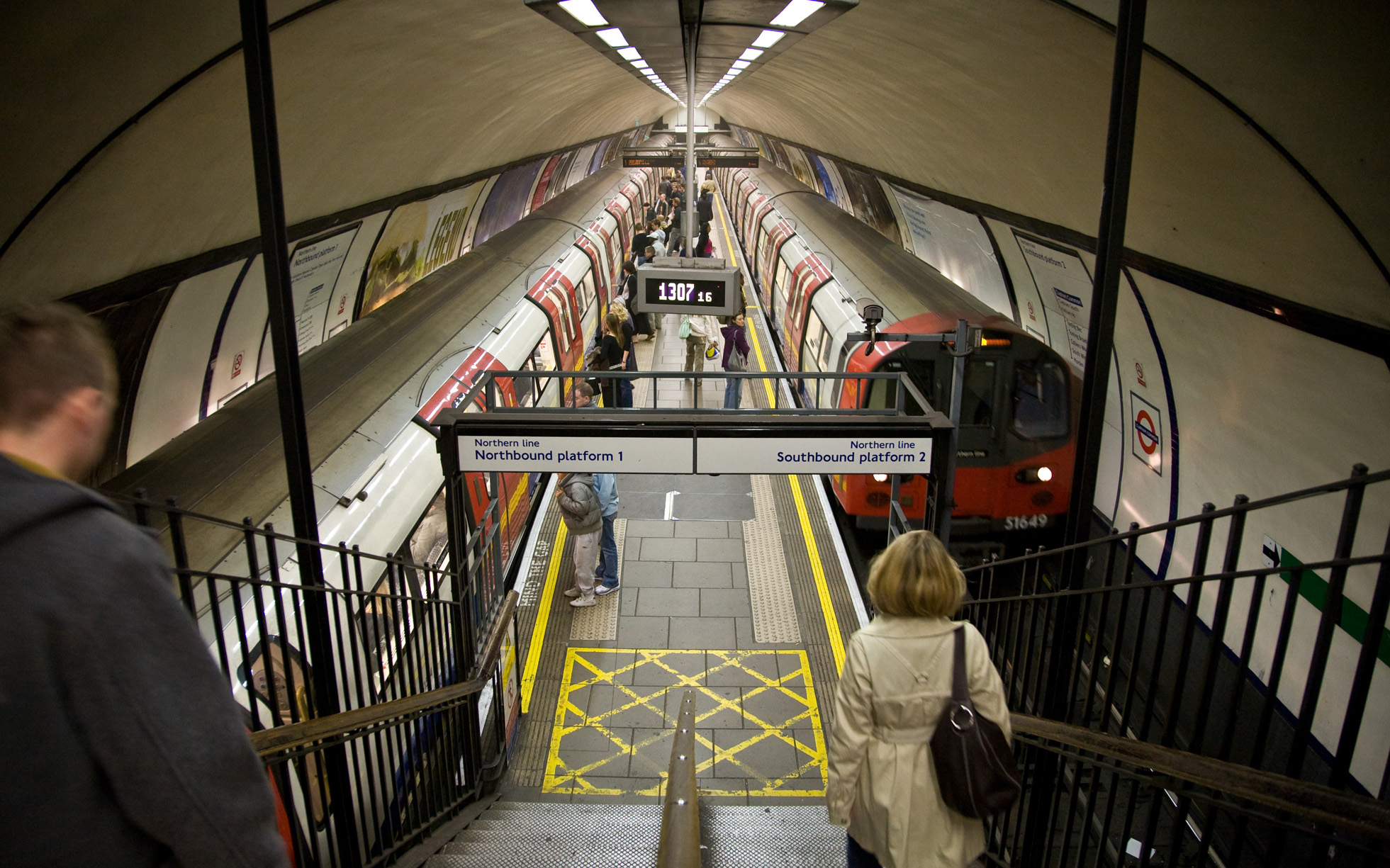
Clapham Common ist eine von nur zwei Stationen mit einem Mittelbahnsteig

Clapham Common ist eine unterirdische Station der London Underground im Stadtbezirk London Borough of Lambeth. Sie liegt in der Travelcard-Tarifzone 2 an der Nordostecke des gleichnamigen Parks. Hier halten Züge der Northern Line. Im Jahr 2013 nutzten 8,94 Millionen Fahrgäste die Station.
Die Station wurde am 3. Juni 1900 durch die City and South London Railway eröffnet und bildete damals die südliche Endstation. Die Eröffnung der Verlängerung nach Morden erfolgte am 13. September 1926. Im Zuge weit reichender Umbaumaßnahmen entlang der gesamten Linie war die Station vom 28. November 1923 bis zum 1. Dezember 1924 geschlossen.
Neben Clapham North ist Clapham Common die einzige verbleibende Station des Röhrentyps, die einen Mittelbahnsteig besitzt; eine Bauweise, die zu Beginn des 20. Jahrhunderts entlang der Northern Line noch weit verbreitet war. Charakteristisch für das Stationsgebäude (1923/24 durch Charles Holden zum Teil umgebaut) ist die Glaskuppel über dem Eingang. Seit 1981 steht das Gebäude unter Denkmalschutz (Grade II). Clapham Common ist eine von acht Stationen der London Underground, die während des Zweiten Weltkriegs zu einem Luftschutzbunker ausgebaut wurden.